# Marcia J. Rieke
Marcia Jean Rieke (prononcé /ˈriːki/), née Marcia Keyes le 13 juin 1951 à Hillsdale, au Michigan (États-Unis), est une astronome américaine. Elle est professeure Regents d'astronomie et chef de département associée à l'Université de l'Arizona. Rieke est la chercheuse principale de la caméra proche infrarouge (NIRCam) du télescope spatial James-Webb (JWST). Elle a également été chercheuse principale adjointe sur la caméra proche infrarouge et le spectromètre multi-objets (NICMOS) du télescope spatial Hubble (HST) et co-chercheuse pour le photomètre d'imagerie multibande du télescope spatial Spitzer, où elle a également agi en tant que coordonnatrice de vulgarisation et membre du groupe de travail scientifique. Rieke a également participé à plusieurs observatoires infrarouges au sol, dont l'observatoire MMT en Arizona. Elle a été vice-présidente de la priorisation des programmes du comité d'enquête décennale Astro2010, "New Worlds, New Horizons" (« Nouveaux mondes, nouveaux horizons »). Marcia Rieke est considérée par beaucoup comme l'une des « mères fondatrices » de l'astronomie infrarouge, avec Judith Pipher.

## Jeunesse et éducation
Marcia Rieke est née Marcia Keyes le 13 juin 1951 à Hillsdale, au Michigan (États-Unis). Rieke et sa famille ont déménagé peu après à Midland, toujours dans le Michigan, où elle a fréquenté l'école primaire, le collège et le lycée. La présence du siège social de la Dow Chemical Company à Midland a fait de la science un sujet important pour les enfants de l'ensemble du système scolaire. Elle est diplômée de la Midland High School en 1969.
Rieke a étudié au Massachusetts Institute of Technology, où elle a obtenu son bachelor's degree en 1972 et son doctorat (Ph.D.) en 1976, tous deux en physique.

## Carrière et recherche
Après avoir obtenu ses diplômes du MIT, Rieke est devenue boursière postdoctorale à l'Université de l'Arizona en 1976, et y est restée depuis, maintenant en tant que professeure d'astronomie Regents et anciennement chef de département associée à l'Observatoire Steward. Ses intérêts de recherche scientifique comprennent les observations infrarouges des noyaux galactiques et des galaxies de l'univers primitif (galaxies à grand décalage vers le rouge).
En 2007, Rieke a été élue membre de l'Académie américaine des arts et des sciences.
En 2012, Rieke a été élue à l'Académie nationale des sciences,.
Elle a été élue Legacy Fellow de l'American Astronomical Society en 2020.
En 2023, elle a reçu une Médaille du service public distingué de la NASA pour sa contribution au domaine de l'astronomie et ses rôles clés dans le développement d'instruments de pointe pour le télescope spatial James-Webb.

## Honneurs et récompenses
- 1980 - Prix George Van Biesbroeck
- 1992-1996 - Prix du corps professoral de la National Science Foundation pour les femmes
- 1995 - Société d'honneur senior du Mortar Board
- 2014 - Médaille du service public exceptionnel de la NASA
- 2014 - Prix Robert H. Goddard pour ses réalisations scientifiques
- 2014 - Maître de conférences Lyman Spitzer, Université de Princeton
- 2006 - Boursier du Cercle Galileo de l'Université de l'Arizona
- 2023 - Médaille du service public distingué de la NASA
- 2023 - Médaille Bruce[10],[11]
- 2024 - Prix Gruber de cosmologie[12]

## Vie privée
Marcia Rieke est mariée à George H. Rieke, astronome spécialiste des infrarouges.